# Edouard Van Beneden

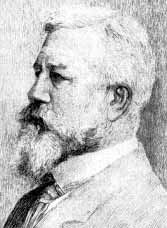
Edouard Van Beneden

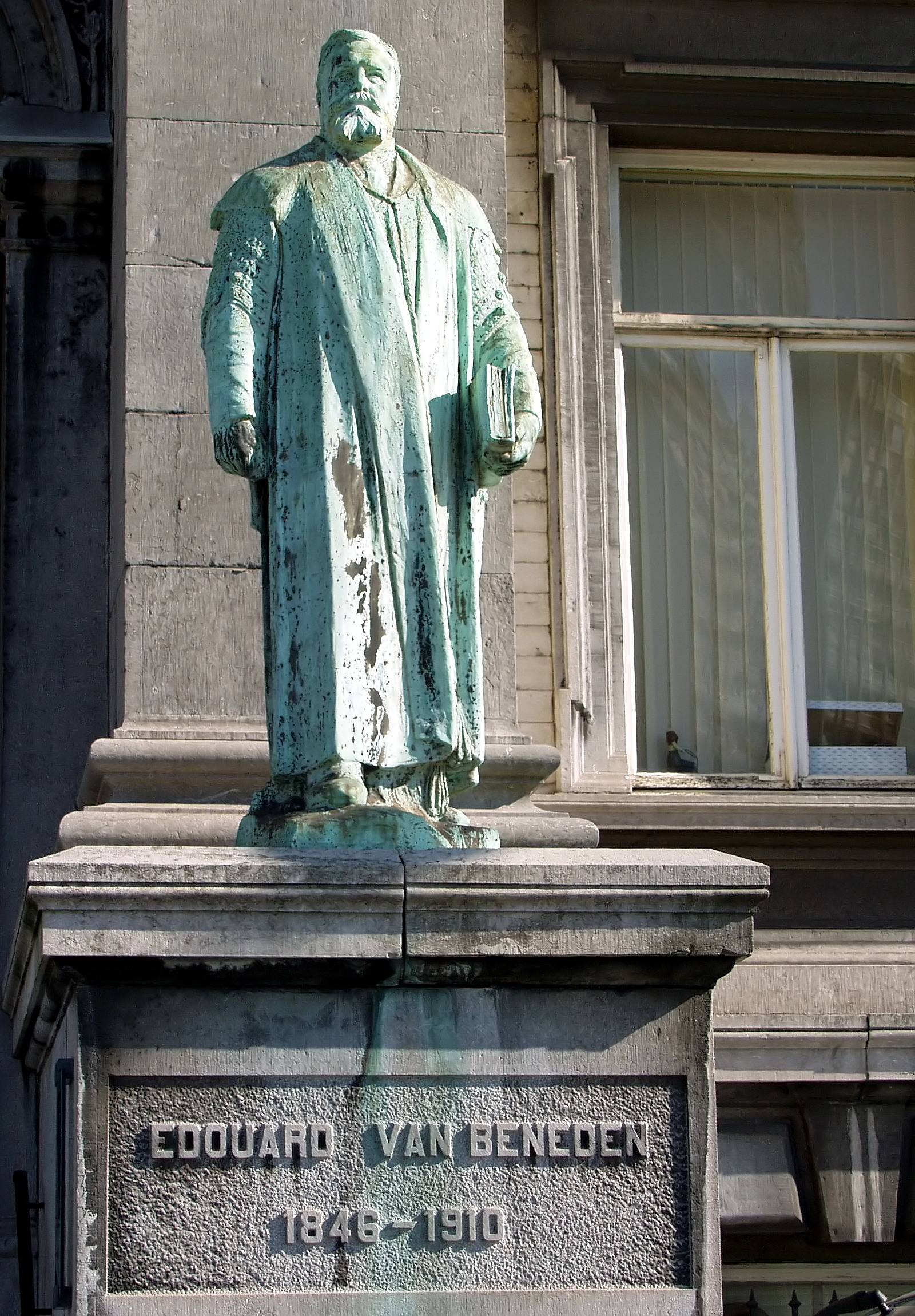
Standbeeld van Edouard Van Beneden

Edouard Joseph Marie Van Beneden (Leuven, 5 maart 1846 - Luik, 28 april 1910), zoon van Pierre-Joseph van Beneden, was een Belgisch embryoloog, cytoloog en bioloog. Hij was hoogleraar zoölogie aan de Universiteit van Luik. Hij droeg bij aan genetische studies van de 20e eeuw door zijn werken over de parasiet van het paard. In dit werk ontdekte hij de precieze werking van chromosomen en gameten. Van Beneden helderde samen met Walther Flemming en Eduard Strasburger de belangrijkste feiten van de mitose op.
In 1872 en 1873 reisde Van Beneden naar Brazilië en La Plata in opdracht van de Belgische regering. Hij werd daarop vergezeld door Walthère de Selys Longchamps en Camille Van Volxem. Hoewel hun tocht leidde naar Montevideo en Buenos Aires, werd het trio aangenaam verrast toen Van Beneden een nieuwe dolfijnensoort ontdekte, Sotalia brasiliensis.
In 1887 ontdekte hij de meiose, in het bijzonder het feit dat bij meiotische celdeling het aantal chromosomen gehalveerd wordt.
In tegenstelling tot zijn vader was Edouard Van Beneden een voorstander van de evolutietheorie van Darwin. In zijn jeugd had hij afstand genomen van het katholicisme.
In museum TréZOOr in Luik zijn het dodenmasker en de microscoop van Edouard Van Beneden te vinden, alsook verdere informatie.